# Luis Hendricks
Luis Hendricks (* 13. Juli 1999 in Burgwedel) ist ein deutscher Koch.

## Werdegang
Nach einem Schulpraktikum bei Tony Hohlfeld im Ole Deele in Hannover begann er 2015 eine Ausbildung zum Koch im Maritim Airport Hotel Hannover. 2018 wechselte er zum Maritim Seehotel Timmendorfer Strand und 2019 zu Robin Pietsch in die Restaurants Zeitwerk und Pietsch. Ab Oktober 2021 kochte Hendricks im Restaurant La Rock in Hannover und übernahm dort ab September 2022 die Küchenleitung.
Mitte 2023 wurde er Küchenchef im Restaurant Pietsch in Wernigerode neben Robin Pietsch, das 2025 mit zwei Michelinsternen ausgezeichnet wurde. Er ist mit 25 Jahren zum Zeitpunkt der Verleihung der jüngste Koch Deutschlands mit zwei Michelin-Sternen.

## Auszeichnungen
- 2025: Young-Chef-Award von Guide Michelin[5]
- 2025: Zwei Michelinsterne für das Restaurant Pietsch in Wernigerode[5]